# 黑刺毛壳蟹
黑刺毛壳蟹（学名：Pilodius melanospinis）为扇蟹科毛壳蟹属的动物。分布于阿米兰特群岛以及中国大陆的西沙群岛等地，生活环境为海水，一般生活于珊瑚礁丛中。